# T008
T008（てぃー ぜろぜろはち）は、富士通東芝モバイルコミュニケーションズ（TOSHIBAブランド、現・FCNT）によって開発された、auブランドを展開するKDDIおよび沖縄セルラー電話のCDMA 1X WIN対応音声用端末である。製造型番はTS008（てぃーえす ぜろぜろはち）。

## 概要
既存のX-RAY（TSX06）をベースに再設計・再開発し、IPX5/IPX7等級の防水機能やau携帯電話向け最新プラットフォームのKCP3.2に対応したミドルクラスの折りたたみ式音声用端末。ただしベースとなったX-RAYと異なり、グローバルパスポートGSMには対応していない。後に発売された同社製FUJITSUブランドのF001は本機種をベースとしている。

## 歴史
- 2011年（平成23年）5月17日 - KDDI、および富士通東芝モバイルコミュニケーションズより公式発表。
- 2011年6月17日 - 関東・北陸地区を除く残りの地区にて発売。
- 2011年6月18日 - 関東・北陸地区にて発売。
- 2012年（平成24年）3月 - 販売終了。
- 2012年7月22日 - L800MHz帯（旧800MHz帯・CDMA Bandclass 3）エリアによる各サービスの停波によりそれ以降はN800MHz帯（新800MHz帯・CDMA Bandclass 0 Subclass 2）エリアおよび2GHz帯（CDMA Bandclass 6）エリアでの各サービスで利用する事となる。
- 2022年3月31日 - 同キャリアにおける3Gサービスの完全終了・停波により、当機種は全て使用不可となる[4][5]。

## 主な機能・サービス
- 着信アシスト
- 電子辞書
- カチャブル
- フェイク着信
- あとで読メール
- なかよしランキング
- バースデーお知らせ
- すぐメモ
- 名刺リーダー
- ECOモード
- ボイスレコーダー
- ジャンプメール
- ブログアップ機能
- メールdeデコイルミ
- 地デジ持ち出し

など
| 主な機能・対応サービス                                                                               | 主な機能・対応サービス                                           | 主な機能・対応サービス                                                           | 主な機能・対応サービス                                      |
| --- | ---------------------------------------------------------------- | -------------------------------------------------------------------------------- | ----------------------------------------------------------- |
| LISMO! (着うたフル) (着うたフルプラス) (LISMOビデオクリップ) (LISMO Video) (LISMO Book) (LISMO WAVE) | EZケータイアレンジ (豆しばなど)                                  | バーコードリーダー&メーカー                                                      | PCサイトビューアー                                          |
| au BOX                                                                                               | ワイヤレスミュージック (カーナビ×LISMO!対応)                     | au Smart Sports Run & Walk Karada Manager ゴルフ フイットネス カロリーカウンター | EZナビウォーク                                              |
| EZ助手席ナビ                                                                                         | 安心ナビ                                                         | 災害時ナビ                                                                       | ナカチェン                                                  |
| EZアプリ FullGame! Bluetooth対戦                                                                     | EZアプリ(J・B)                                                   | オープンアプリプレイヤー                                                         | PCドキュメントビューアー                                    |
| セルフメニュー                                                                                       | au oneガジェット マルチプレイウィンドウ クイックアクセスメニュー | じぶん銀行アプリ                                                                 | EZ・FM                                                      |
| EZチャンネル EZチャンネルプラス EZニュースフラッシュ EZニュースEX                                    | Touch Message                                                    | EZFeliCa                                                                         | ケータイ de PCメール au oneメール                           |
| デコレーションメール                                                                                 | デコレーションアニメ                                             | 緊急地震速報                                                                     | 緊急通報位置通知                                            |
| EZテレビ（ワンセグ）                                                                                 | グローバルパスポート (CDMA)                                      | 赤外線通信 (IrDA)                                                                | WIN HIGH SPEED 無線LAN (Wi-Fi WIN) Bluetooth auフェムトセル |

## 注
1. ↑  2012年7月23日より利用不可
2. ↑  Class2以上を推奨
3. ↑  初期ロット製造分のみ
4. ↑  auの3Gサービス「CDMA 1X WIN」が2022年3月末をもって終了　VoLTE非対応4G LTE端末も対象 - ITmedia 2018年11月16日
5. ↑  「CDMA 1X WIN」サービスの終了について - KDDI 2018年11月16日
6. ↑  Bluetoothに対応した2009年モデル以降の一部のトヨタ純正カーナビ（2009年モデルでの例・NHZA-W59G、NSDT-W59）が必要。
7. ↑  ただし2画面同時表示には非対応。